# Дур-Унташ
Дур-Унташ (совр. перс. چُغازَنبیل‎ Chaqā Zanbil, Choghā Zanbil, Чога-Зенбиль, Чога-Занбиль, Чога-Зембиль) — древний город и храмовый комплекс, сохранившийся от государства Элам, находится в провинции Хузестан современного Ирана. Культовый комплекс эламской религии.
Знаменит своим зиккуратом, одним из немногих за пределами Месопотамии. Расположен в 25 км к западу от города Дизфуль, 45 км к югу от города Сузы (Суса, Шуш), 120 км к северу от Ахваза.
Название этого района означает холм или пригорок в форме перевернутой корзины. Поэтому он стал известен как холм-корзина («чога»+«занбиль»). Древний город Чога-Занбиль был расположен в 30 км к юго-востоку от города Сузы на краю плато, вблизи реки и зарослей тамариска.

## История
Комплекс был построен около 1250 года до н. э. царём Элама Унташ-Напиришой в честь великого бога Иншушинака. Первоначально город назывался Дур-Унташ (город Унташа), по всей вероятности, он не был активно заселён. Современное название Чога-Занбиль с персидского языка переводится как «холм» или «холм-корзина», что соответствует форме зиккурата.
Учёные предполагают, что царь Унташ-Напириша хотел создать здесь главный религиозный центр для богов верхнего и нижнего Элама вместо Суз. Вокруг города были возведены три концентрических стены, внутри которых находился собственно город. Большой зиккурат во внутреннем городе был посвящён главному божеству, зиккурат построен на месте большой ровной площади. В центре находится 11 храмов малых божеств. Планировалось построить 22 храма, но строительство было остановлено после смерти царя.
Во внешних частях города размещается королевский дворец и королевские гробницы. По предположению археологов, один из дворцов предназначался для самого царя, а другой для гарема. Дворцы представляли собой величественные сооружения, по размерам сопоставимые с зиккуратом. Под строениями найдены каменные лестницы, ведущие в подвалы глубиной шесть метров, предназначенные для царской усыпальницы.
Для постройки зиккурата использовались глиняные кирпичи. Для их изготовления применялась сырая глина, иногда встречаются обожжённые кирпичи. На многих кирпичах сохранились надписи, восхваляющие деяния Унташ-Напириша. Фасады строители облицовывали украшенными гипсовыми плитами и глазурованными кирпичами. С этой целью использовались специальные печи, построенные вблизи храмов. Кстати, для реставрации комплекса применяются кирпичи, найденные археологами вокруг зиккурата.
Водой город снабжал канал длиной 50 километров, проложенный от реки Керхе. До жителей вода доходила при помощи системы сообщающихся резервуаров. Таким образом, город, построенный в пустыне, имел достаточно воды для питья, земледелия и скотоводства.
Чога-Занбиль или Дур-Унташ (город Унташа) — это древнее религиозное поселение, построенное во времена возрождения и расцвета государства Элам. Город еще до того, как прервалась эламская царская династия, подвергался атакам врагов и утратил былое значение. Поэтому все, что есть в этом поселении, возникло в результате творчества и талантов народа Элама.
Этот широкий пригорок был выбран Унташ-Напиришей для основания поселения, которое должно было стать местом паломничества жителей Элама. Причем искусство Элама во время этого правителя достигло небывалых высот и создавало великолепные произведения, и все это великолепие применялось в работах при строительстве. Основная часть работ по строительству Чога-Занбиля была проведена при жизни самого Унташ-Напириша, последующие правители привнесли меньший вклад в возведение города. Царь и его придворные в то время прибывали в город только на праздники и на большие религиозные церемонии.
Город построен на берегу реки, и его месторасположение выбрано таким образом, чтобы он возвышался над всем плато. Город построен так, что с его восточной стороны находится река, а напротив — горный массив, и благодаря этим большим и непреодолимым преградам он находился в безопасности. Этот город располагался внутри трех крепостных стен из кирпича, образовывавших концентрические круги. В центре города находился «т-н-с» или священный квартал, который окружала стена, образуя территорию в форме четырехугольника, каждая сторона которого превышала 400 м. В середине этого квартала можно видеть остатки огромного и мощного зиккурата.
При строительстве Чога-Занбиля были использованы три вида кирпича: необожженный кирпич, обожжённый кирпич, необожжённый кирпич, смешанный с обожжённым битым или толченым кирпичом.
Зиккурат полностью построен из необожженного кирпича и облицован обожженным, слой которого имеет толщину в 2 м. Через каждые 10 рядов простой кирпичной кладки располагается ряд с надписями эламским письмом, которые гласят, что Унташ-Напириша посвятил это здание божеству Иншушинаку.
Зиккурат построен в виде ступенчатого сооружения, каждый его этаж опирается на нижний этаж, и его размер меньше размеров нижнего. Здание, вероятно, имело пять этажей.
Расположенная снаружи зиккурата массивная лестница соединяла нижние этажи с верхними. Центральное здание окружала стена, имевшая 7 ворот. На пространстве между стеной, окружавшей зиккурат, и широкой стеной, построенной вокруг этого священного города, располагались и другие здания, в том числе: подземные гробницы, построенные для царской семьи, храмовые постройки и другие здания меньшего размера вокруг центрального здания зиккурата и на территории боковых дворов для других эламских богов, в том числе Хумпан, Хишмитик, Рухуратир, четыре пары богинь под общим названием «Напратеп» (богини, дающие пропитание), Пиникир — древняя богиня-мать Суз, и другие. Вход в эламское святилище охраняли статуи львов, быков и собак.
На территории города существовало интересное здание для очистки воды, которую пили горожане, созданное с применением передовой методологии.
Город продолжал существовать вплоть до ассирийского завоевания, его разрушил царь Ашурбанипал в 640 до н. э.
Благодаря оставшимся в городе черепкам глиняной посуды мы можем говорить о том, что город был захвачен Ахеменидами, а во времена Аршакидов город также был завоеван кочевыми или полукочевыми скотоводами.
В XVII веке на этом месте местным правителем было построена небольшая резиденция.

## Археологические раскопки
Дур-Унташ был обнаружен случайно при разведке нефтяных месторождений. В 1935 году британская компания проводила аэрофотосъемку мест вблизи зиккурата. На фотографиях были видны стены в виде концентрических кругов и очертания построек с большим сооружением посередине. После того как обнаружили два глиняных кирпича, покрытых надписями, стало понятно, что сооружение является древним эламским святилищем, построенным эламским правителем Унташ-Напиришей (1245—1265 гг. до н. э.). В 1325 году по солнечной хиджре (1946 году н. э.) профессор Роман Гиршман продолжил раскопки, начатые графом Роландом де Меквенемом, полностью раскопав сооружение Чога-Занбиль.
Археологические раскопки с 1951 по 1962 годы дали много находок. Зиккурат считается наиболее хорошо сохранившимся из всех зиккуратов в мире. В 1979 году Чога-Занбиль стал первым объектом всемирного наследия ЮНЕСКО в Иране.